# Міхєєв Іван Вікторович
Володимир Вікторович Міхєєв — старший сержант Збройних сил України, учасник російсько-української війни, що відзначився під час російського вторгнення в Україну в 2022 році.

## Життєпис
З початком повномасштабного російського вторгнення в Україну як військовослужбовець територіальної оборони став на захист рідного міста.

## Нагороди
- орден «За мужність» III ступеня (2022) — за особисту мужність і самовіддані дії, виявлені у захисті державного суверенітету та територіальної цілісності України, вірність військовій присязі[2].